# Small Office, Home Office

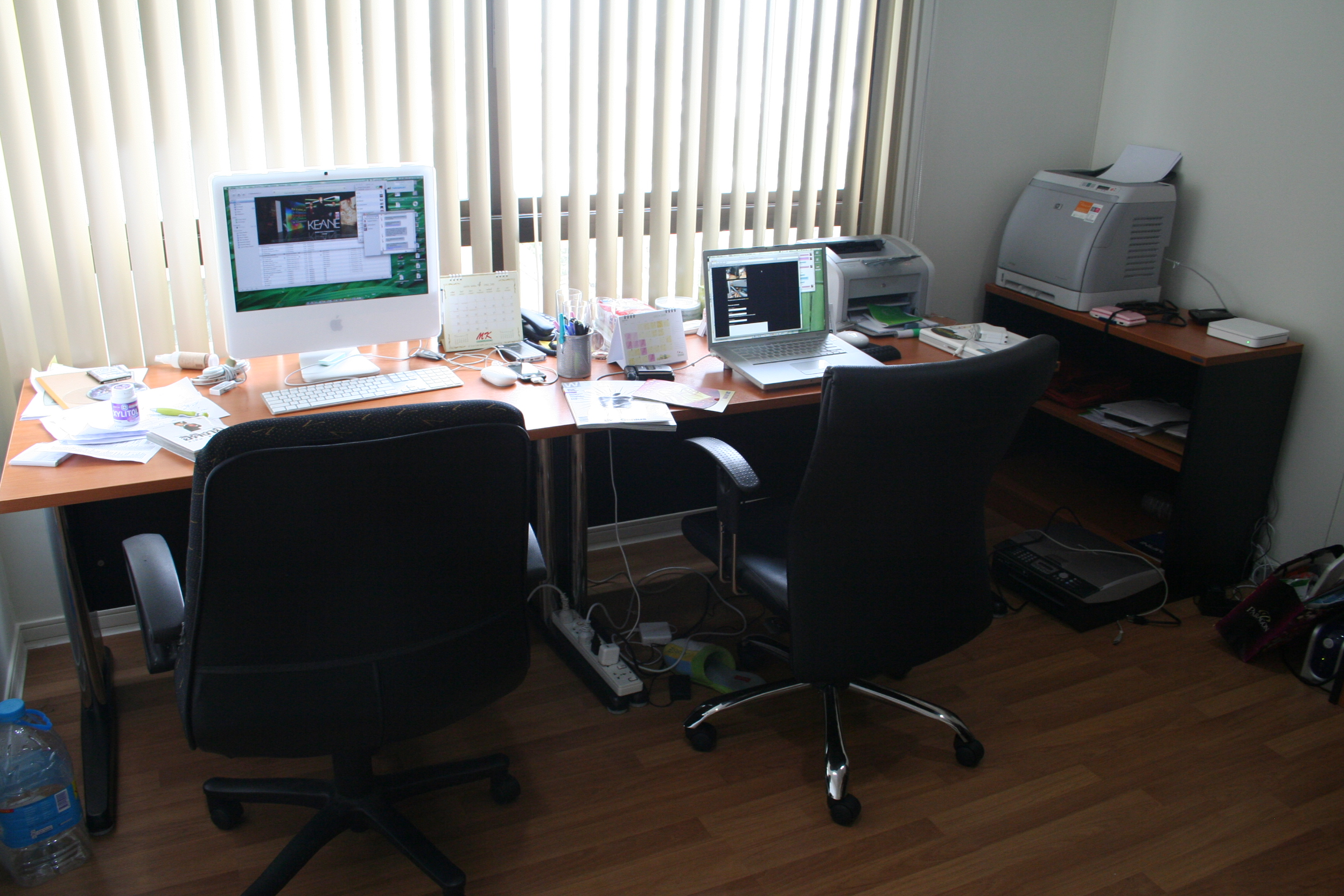
Kleinbüro: Ein typisches Element der SOHO-Anwendungsgruppe

Small Office, Home Office (abgekürzt SOHO, englisch für Kleinbüro, Heimbüro) ist die Bezeichnung für eine Kundengruppe vornehmlich im Bereich der Informations- und Kommunikationstechnik und der Büroausstattung. Sie umfasst überwiegend Kunden, die ein kleines gewerblich genutztes Büro unterhalten. Typische Anwender sind zum Beispiel Freiberufler, Handwerker, Arztpraxen, Anwaltskanzleien und Telearbeiter. Eine einheitliche Abgrenzung zu anderen Kundengruppen gibt es dabei nicht, häufig werden jedoch Obergrenzen von 5 bis 10 Mitarbeitern genannt. Der Begriff grenzt diese Gruppe ab von den Privatanwendern einerseits (häufig als Segment mit Consumer bezeichnet) und von den kleinen und mittleren Unternehmen und Großunternehmen andererseits.
Mit der Definition dieses Kundensegment soll dem Umstand Rechnung getragen werden, dass diese Zielgruppe häufig höhere Anforderungen an die Zuverlässigkeit der Produkte und Dienstleistungen sowie den unterstützenden Kundendienst stellt als die Privatanwender, jedoch anders als größere Unternehmen meistens nicht über professionelle Fachkräfte für Installation, Wartung und Betrieb der Infrastruktur verfügt und weniger leistungsfähige Produkte benötigt. 
Angesichts der zunehmenden Leistungsfähigkeit der Hardware hilft die Unterscheidung den Herstellern von IT-Hardware dennoch dabei, einen Teil ihrer Produktpalette von anderen, wichtigen Anwendungsbereichen deutlicher abzugrenzen, beispielsweise von Produkten for science & research (im Bereich der Messdatenerfassung, der medizinischen Bildgebungsverfahren oder hochpräziser Sensortechnik) und for industrial usage (CAD-/CAM-/CNC-Anwendungen, Rapid Prototyping, industrielle Robotersteuerung oder Echtzeitbetriebssysteme in der Produktion und -überwachung).
Da die für Small Office & Home Office konzipierten Produkte häufig auch ambitionierte Konsumenten wie Power-User ansprechen sollen, ist die Produktkategorisierung nicht immer trennscharf. Viele Hersteller unterscheiden daher nicht mehr zwischen Produkten für private und gewerbliche Nutzer.
Einige Beispiele für Produkte und Dienstleistungen speziell für SOHO-Kunden sind:
- Router
- Internetanschlüsse und Telefondienstleistungen
- Standardsoftware
- NAS
- Switch oder -Hub
- Drucker
- Büromöbel
- Multifunktionsgerät

Im Bereich kommerzieller und insbesondere proprietärer Softwarelizenzen werden oft Einteilungen in verschiedene Kategorien wie „Educational Edition“ (Ausgabe für Bildungseinrichtungen, etwa Schulen und Universitäten), „Home User“ (Heimanwender, Endbenutzer), „SOHO Edition“ und „Corporate Edition“ (Unternehmens-Ausgabe) vorgenommen.